# Posidonius (cratère)
Posidonius est un grand cratère d'impact lunaire situé juste à l'est de la Mare Serenitatis et au sud du Lacus Somniorum. Il se trouve sur le bord nord du cratère Chacornac. Il se trouve au nord du cratère Le Monnier. Le contour du cratère posidonius est peu profond et obscur, en particulier sur le bord occidental et l'intérieur a été recouvert par une coulée de lave dans le passé. Les contours du cratère Posidonius peuvent encore être observés au sud et à l'est du cratère et, dans une moindre mesure, vers le nord.
Le sol est irrégulier et inégal et possède un système de failles appelé Rimae Posidonius. Il n'y a pas de pic central mais un petit cratère satellite "Posidonius A". La bordure nord-est est interrompue par le petit cratère satellite "Posidonius B". 
En 1935, l'Union astronomique internationale lui a attribué le nom de Posidonius en l'honneur du savant, philosophe, géographe et historien grec Posidonios.

## Cratères satellites

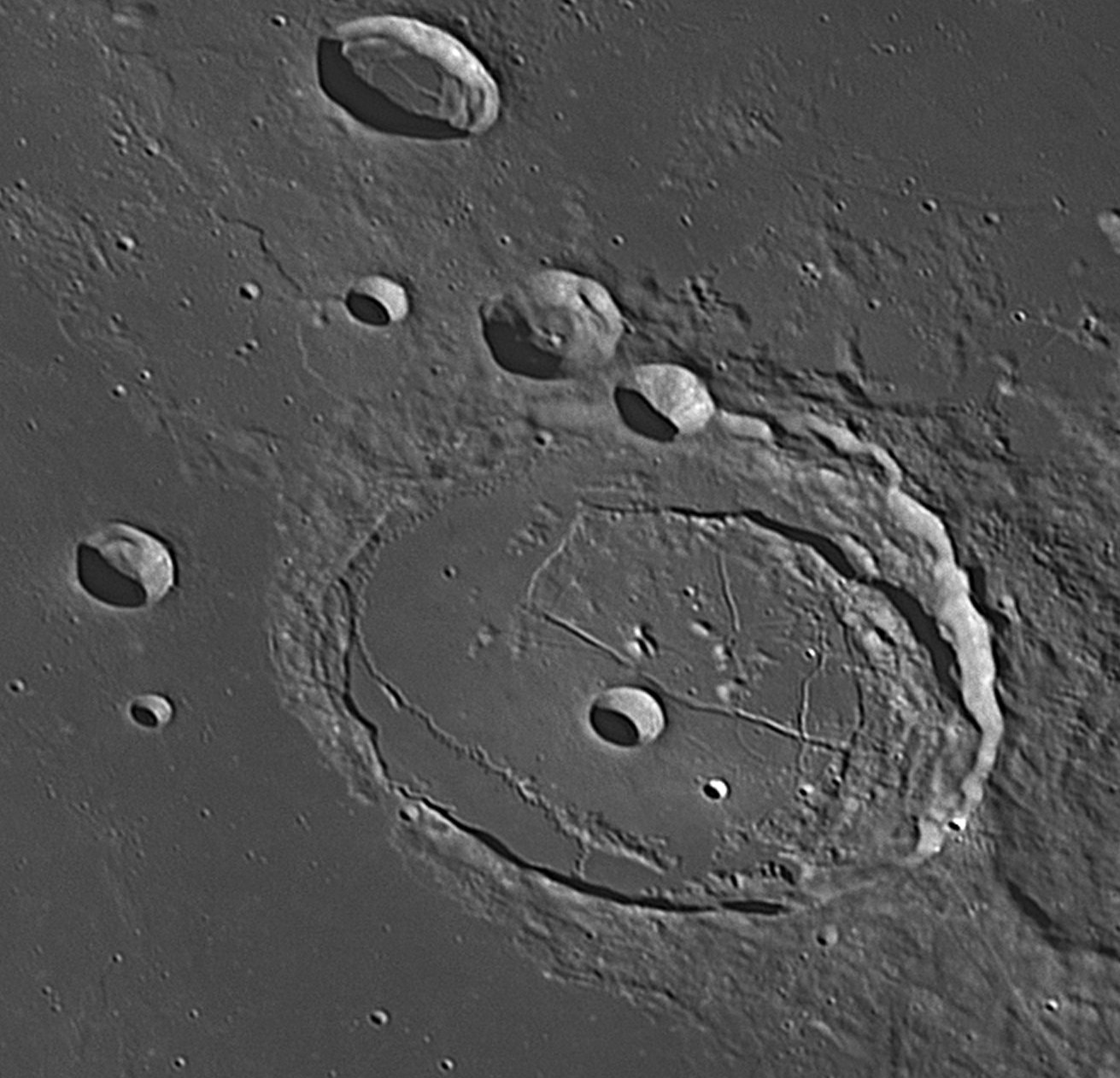
Posidonius depuis un télescope terrestre.

Par convention, les cratères satellites sont identifiés sur les cartes lunaires en plaçant la lettre sur le côté du point central du cratère qui est le plus proche de Posidonius.
Pour Posidonius, treize cratères satellites ont été identifiés :
| Posidonius | Latitude | Longitude | Diamètre | Lien USGS |
| ---------- | -------- | --------- | -------- | --------- |
| A          | 31,7° N  | 29,5° E   | 11 km    | Pos. A    |
| B          | 33.1° N  | 30.9° E   | 14 km    | Pos. B    |
| C          | 31,1° N  | 29,6° E   | 2 km     | Pos. C    |
| E          | 30,5° N  | 19,7° E   | 3 km     | Pos. E    |
| F          | 32,8° N  | 27,1° E   | 6 km     | Pos. F    |
| G          | 34,8° N  | 27,2° E   | 5 km     | Pos. G    |
| J          | 33,8° N  | 30,7° E   | 22 km    | Pos. J    |
| M          | 34,3° N  | 30,0° E   | 10 km    | Pos. M    |
| N          | 29,7° N  | 21,0° E   | 6 km     | Pos. N    |
| P          | 33,6° N  | 27,5° E   | 15 km    | Pos. P    |
| W          | 31,6° N  | 20,1° E   | 3 km     | Pos. W    |
| Y          | 30,0° N  | 24,9° E   | 2 km     | Pos. Y    |
| Z          | 30,7° N  | 22,9° E   | 6 km     | Pos. Z    |